# Mercedes (pigenavn)
 For alternative betydninger, se Mercedes (flertydig). (Se også artikler, som begynder med Mercedes)
Mercedes er et spansk pigenavn. Er et spansk ord for barmhjertighed.
En af hovedpersonerne i romanen Greven af Monte Cristo af Alexandre Dumas den ældre hedder Mercédès.
| Fornavne | Spire Denne artikel om et fornavn er en spire som bør udbygges. Du er velkommen til at hjælpe Wikipedia ved at udvide den. |